# Macronemurus horni
Macronemurus horni är en insektsart som beskrevs av Peter Esben-Petersen 1912. 
Macronemurus horni ingår i släktet Macronemurus och familjen myrlejonsländor. Inga underarter finns listade i Catalogue of Life.